# Periodische Folge
Eine periodische Folge ist ein Begriff aus der Mathematik. Bei dieser bestimmten Klasse von Folgen wiederholen sich die Folgeglieder nach einer bestimmten Periodenlänge.

## Definition
Eine Folge {\displaystyle a_{1},a_{2},a_{3},\ldots } heißt periodisch, wenn es natürliche Zahlen {\displaystyle d} und {\displaystyle N} gibt, so dass
{\displaystyle a_{n}=a_{n+d}}
für alle {\displaystyle n>N} gilt. Im Fall {\displaystyle N=0} heißt die Folge reinperiodisch oder streng periodisch. Die minimale Zahl {\displaystyle d} mit obiger Eigenschaft wird Periodenlänge genannt.

## Beispiel
Sei {\displaystyle a_{0}=1} und {\displaystyle a_{n+1}=2a_{n}{\bmod {1}}00} für {\displaystyle n\geq 0}, wobei {\displaystyle {}{\bmod {}}} der Modulo-Operator ist.
Anschaulich ist {\displaystyle a_{n}} die aus den letzten beiden Ziffern der Dezimaldarstellung von {\displaystyle 2^{n}} gebildete Zahl.
Diese Folge beginnt mit den Werten
1, 2, 4, 8, 16, 32, 64, 28, 56, 12, 24, 48, 96, 92, 84, 68, 36, 72, 44, 88, 76, 52, 4 …
Danach wiederholen sich diese Werte.
Betrachtet man ganz allgemein eine rekursiv definierte Folge, also eine Folge, die durch {\displaystyle a_{n+1}=f(a_{n})} für eine feste Funktion {\displaystyle f} definiert ist, und nimmt {\displaystyle f} nur endlich viele Werte an, dann ist die Folge {\displaystyle a_{i}} immer periodisch.

## Periodische Ziffernfolgen
Es sei {\displaystyle b>1} eine feste natürliche Zahl. Sind {\displaystyle p} und {\displaystyle q} natürliche Zahlen, so wird die Folge der Nachkommastellen der {\displaystyle b}-adischen Darstellung von {\displaystyle {\tfrac {p}{q}}} nach dem obigen Prinzip schließlich periodisch, weil sie iterativ durch die Reste bei der Division bestimmt wird, und diese Reste können nur die endlich vielen Werte {\displaystyle 0,1,\ldots ,b-1} annehmen.
Also ist eine reelle Zahl genau dann rational, wenn sie eine periodische {\displaystyle b}-adische Darstellung hat. Bei {\displaystyle b=10} ist das die Dezimalbruchdarstellung.